# Oratorio di San Spiridione
L’Oratorio di San Spiridione è un piccolo edificio religioso sito in via Nuova, nel centro storico di Reggio Emilia.

## Storia e descrizione
È datato, grazie ad un'iscrizione presente sulla facciata, 1759. Decorato all'interno dal modenese Vellani e dal reggiano Benedetti, ha raffigurato sulla volta l'Assunzione della Vergine. Sull'abside vi è una tela raffigurante San Spiridione, mentre su un altare a destra vi è Sant'Andrea Avellino morente, mentre su quello di sinistra San Giuseppe e San Giovanni Battista. 